# Peter Runggaldier
Peter Runggaldier (ur. 29 grudnia 1968 w Bressanone) – włoski narciarz alpejski, wicemistrz świata.

## Kariera
Po raz pierwszy na arenie międzynarodowej pojawił się w 1986 roku, startując na mistrzostwach świata juniorów w Bad Kleinkirchheim. Wywalczył tam brązowy medal w kombinacji, zajmując też siódme miejsce w gigancie, dziesiąte w zjeździe i dwudzieste w slalomie.
W zawodach Pucharu Świata pierwsze punkty wywalczył 8 stycznia 1989 roku w Laax, gdzie zajął jedenaste miejsce w supergigancie. Na podium zawodów tego cyklu po raz pierwszy stanął 10 grudnia 1989 roku w Val d’Isère, kończąc rywalizację w tej konkurencji na trzeciej pozycji. W zawodach tych wyprzedzili go jedynie Niklas Henning ze Szwecji i Francuz Franck Piccard. Łącznie 12 razy zajmował miejsca na podium zawodów PŚ, odnosząc przy tym dwa zwycięstwa: 26 lutego 1995 roku w Whistler i 3 marca 1996 roku w Happo One triumfował w supergigancie. Najlepsze wyniki osiągnął w sezonie 1995/1996, kiedy zajął 14. miejsce w klasyfikacji generalnej. Ponadto w sezonie 1994/1995 triumfował w klasyfikacji supergiganta.
Największy sukces osiągnął na mistrzostwach świata w Saalbach w 1991 roku, gdzie zdobył srebrny medal w zjeździe. Rozdzielił tam dwóch Szwajcarów: Franza Heinzera i Daniela Mahrera. Był to jego jedyny medal wywalczony na międzynarodowej imprezie tej rangi. Zajął też między innymi ósme miejsce w zjeździe na mistrzostwach świata w Sierra Nevada w 1996 roku i dziewiąte w supergigancie podczas rozgrywanych rok później mistrzostw świata w Sestriere. W 1994 roku wystąpił na igrzyskach olimpijskich w Lillehammer zajmując 12. miejsce w zjeździe i 15. miejsce w supergigancie. Brał też udział w igrzyskach olimpijskich w Nagano w 1998 roku, gdzie zajął 19. miejsce w supergigancie, a w zjeździe nie ukończył rywalizacji.

## Osiągnięcia

### Igrzyska olimpijskie
| Miejsce | Dzień     | Rok  | Miejscowość | Konkurencja | Czas biegu | Strata | Zwycięzca        |
| ------- | --------- | ---- | ----------- | ----------- | ---------- | ------ | ---------------- |
| 12.     | 13 lutego | 1994 | Lillehammer | Zjazd       | 1:45,75    | +0,64  | Tommy Moe        |
| 15.     | 17 lutego | 1994 | Lillehammer | Supergigant | 1:32,53    | +1,91  | Markus Wasmeier  |
| DNF     | 13 lutego | 1998 | Nagano      | Zjazd       | 1:50,11    | -      | Jean-Luc Crétier |
| 19.     | 16 lutego | 1998 | Nagano      | Supergigant | 1:34,82    | +2,18  | Hermann Maier    |

### Mistrzostwa świata
| Miejsce | Dzień       | Rok  | Miejscowość       | Konkurencja | Czas biegu | Strata     | Zwycięzca                |
| ------- | ----------- | ---- | ----------------- | ----------- | ---------- | ---------- | ------------------------ |
| 2.      | 27 stycznia | 1991 | Saalbach          | Zjazd       | 1:54,91    | +0,25      | Franz Heinzer            |
| 7.      | 30 stycznia | 1991 | Saalbach          | Kombinacja  | 16,28 pkt  | +32,12 pkt | Stephan Eberharter       |
| 36.     | 11 lutego   | 1993 | Morioka           | Zjazd       | 1:32,06    | +3,67      | Urs Lehmann              |
| 11.     | 13 lutego   | 1996 | Sierra Nevada     | Supergigant | 1:21,80    | +0,87      | Atle Skårdal             |
| 8.      | 17 lutego   | 1996 | Sierra Nevada     | Zjazd       | 2:00,17    | +1,21      | Patrick Ortlieb          |
| 9.      | 3 lutego    | 1997 | Sestriere         | Supergigant | 1:29,68    | +0,73      | Atle Skårdal             |
| 12.     | 8 lutego    | 1997 | Sestriere         | Zjazd       | 1:51,11    | +1,59      | Bruno Kernen             |
| 14.     | 2 lutego    | 1999 | Vail/Beaver Creek | Supergigant | 1:14,53    | +1,54      | Hermann Maier Lasse Kjus |
| DNF     | 6 lutego    | 1999 | Vail/Beaver Creek | Zjazd       | 1:40,60    | -          | Hermann Maier            |

### Mistrzostwa świata juniorów
| Miejsce | Dzień     | Rok  | Miejscowość        | Konkurencja | Czas biegu | Strata | Zwycięzca         |
| ------- | --------- | ---- | ------------------ | ----------- | ---------- | ------ | ----------------- |
| 10.     | 20 lutego | 1986 | Bad Kleinkirchheim | Zjazd       | 1:41,03    | +1,35  | William Besse     |
| 7.      | 21 lutego | 1986 | Bad Kleinkirchheim | Gigant      | 2:24,64    | +2,70  | Konrad Ladstätter |
| 20.     | 23 lutego | 1986 | Bad Kleinkirchheim | Slalom      | 1:53,81    | +7,41  | Anders Lundqvist  |
| 3.      | 23 lutego | 1986 | Bad Kleinkirchheim | Kombinacja  | ?          | ?      | Peter Wirnsberger |

### Puchar Świata

#### Klasyfikacje końcowe sezonu
- sezon 1988/1989: 42.
- sezon 1989/1990: 28.
- sezon 1990/1991: 38.
- sezon 1991/1992: 123.
- sezon 1992/1993: 42.
- sezon 1993/1994: 29.
- sezon 1994/1995: 18.
- sezon 1995/1996: 14.
- sezon 1996/1997: 36.
- sezon 1997/1998: 31.
- sezon 1998/1999: 39.
- sezon 1999/2000: 34.

#### Miejsca na podium w zawodach
1. Val d’Isère – 10 grudnia 1989 (supergigant) – 3. miejsce
2. Courmayeur – 6 lutego 1990 (supergigant) – 3. miejsce
3. Kitzbühel – 12 stycznia 1991 (zjazd) – 2. miejsce
4. St. Anton – 16 stycznia 1993 (zjazd) – 2. miejsce
5. Wengen – 11 stycznia 1994 (zjazd) – 2. miejsce
6. Kitzbühel – 16 stycznia 1995 (supergigant) – 2. miejsce
7. Whistler – 26 lutego 1995 (supergigant) – 1. miejsce
8. Bormio – 16 marca 1995 (supergigant) – 2. miejsce
9. Kitzbühel – 13 stycznia 1996 (zjazd) – 3. miejsce
10. Garmisch-Partenkirchen – 2 lutego 1996 (zjazd) – 3. miejsce
11. Happo One – 3 marca 1996 (supergigant) – 1. miejsce
12. Laax – 29 stycznia 1997 (supergigant) – 3. miejsce